# Kimhwa
Kimhwa (Hán Việt: Kim Hóa) là một huyện thuộc tỉnh Kangwon tại Cộng hòa Dân chủ Nhân dân Triều Tiên. Địa hình của huyện chủ yếu là đồi núi ngoại trừ phần đông nam có vị trí thấp.
Đỉnh cao nhất trên địa bàn là Paegyonsan (백연산). Dòng sông chính là Pukhan. Xấp xỉ 80% diện tích của huyện là đất rừng.
Ngành kinh tế chính của huyện là nông nghiệp. Các cây trồng địa phương gồm có khoai tây, ngô, lúa gạo, lùa mì, và lúa mạch. Thêm vào đó, chăn nuôi và nuôi tằm cũng phát triển bên cạnh các khu vực trồng cây ăn quả. Có một số mỏ khai khoáng mangan, vàng, bạc, đá tan, fluorit, barit, và than antraxit.
Năm 2008, dân số toàn huyện là 56.541 (26.710 nam và 29.831 nữ), trong đó dân số thành thị là 18.525 người (32,8%) và dân số nông thôn là 38.016 người (67,2%).